# Torre Ghirlandina
La Torre Ghirlandina (tour de la guirlande ou torre civica), dite aussi la Ghirlandina, est le campanile de la cathédrale de Modène.  Symbole de la ville, il  mesure 87 mètres de hauteur et il est inscrit sur la liste du patrimoine mondial de l’UNESCO depuis 1997.
La pointe est ornée de deux corniches, avec balustrades de marbre, d'où son nom italien de Ghirlandina. La tour, construite de 1179 à 1319, mélange deux styles architecturaux. Le dôme est de style roman et la base gothique.

## Histoire et description
La tour est située sur le côté nord de la cathédrale et son nom vient probablement de deux «guirlandes» formées par les balustrades autour de la pointe. Le nom pourrait aussi venir de la Giralda de Séville avec laquelle la torre Ghirlandina présente quelques similitudes.
Fondée pendant la première moitié du XIIe siècle par des artisans travaillant sur la cathédrale, la suite des travaux, du 3e étage jusqu'à la flèche, ont été menés par les maitres Campionesi puis complétés par Henry Champion en 1319. L’accumulation des travaux de restauration au cours des siècles a provoqué l’effacement des ornements gothiques qui étaient dessinés sur les flèches et les murs des quatre faces du la tour.
À partir de l'habillage en pierre, rénové en plusieurs endroits, certains marbres romains ont été découpés pour être transférés au musée lapidaire Este (1828) puis réutilisés dans la rénovation de deux étages inférieurs. En 1606 et a été construit l'escalier en colimaçon en bois menant à la partie la plus haute du bâtiment; le milieu du XVIIIe siècle voit la restauration de la base de la tour, libérant la tour des magasins qui s'y étaient annexés. Au tout début du siècle dernier ont été restaurés les arches du XIVe siècle qui relient la tour à la cathédrale et a été créée l’actuelle entrée située via Lanfranco. La Ghirlandina a toujours eu une double fonction, civile et religieuse; par exemple dans la salle de la Secchia, où en 1325 a été placé le seau volé aux bolonais ont pendant la bataille de Zappolino (aujourd'hui conservé à l’hôtel de ville de Modène), ont été maintenus à différentes périodes les archives de la ville ainsi que des argenteries et des reliques sacrées de la cathédrale. Déjà en 1306 a été relevée la présence de gardiens, le "torresani" qui veillaient sur la ville, pour donner le signal de l'ouverture et la fermeture des portes et sonner les cloches pour donner l’heure, pour alerter en cas de danger et pour les évènements publics. La résidence des "torresani"  située au cinquième étage, qui fut partiellement transformée en belvédère à la fin du XVIe siècle, est l’œuvre des Campionesi, à qui sont attribués également les capitales sculptées sur les fenêtres parmi lesquelles le « Capitallo » des juges et le « Capitallo » de David, et les sculptures extérieures  du troisième étage. Les consoles et les autres reliefs angulaires représentent un riche répertoire iconographique, tiré en partie du bestiaire médiéval, composé de plantes, d’animaux, de monstres et de figures humaines. Au sixième étage, dans le clocher sont accrochées trois cloches datant du XVIIe siècle et deux moderne, hissées sur la tour en 1989 pour remplacer la cloche la plus ancienne (1350), conservée à  l'entrée de la tour. Devant la face principale de la tour donnant sur Piazzetta Torre, une pierre rappelle l’annexion de Modène au royaume d'Italie (1859) et, en dessous de celle-ci, est placé un mémorial dédié aux morts de la Résistance.

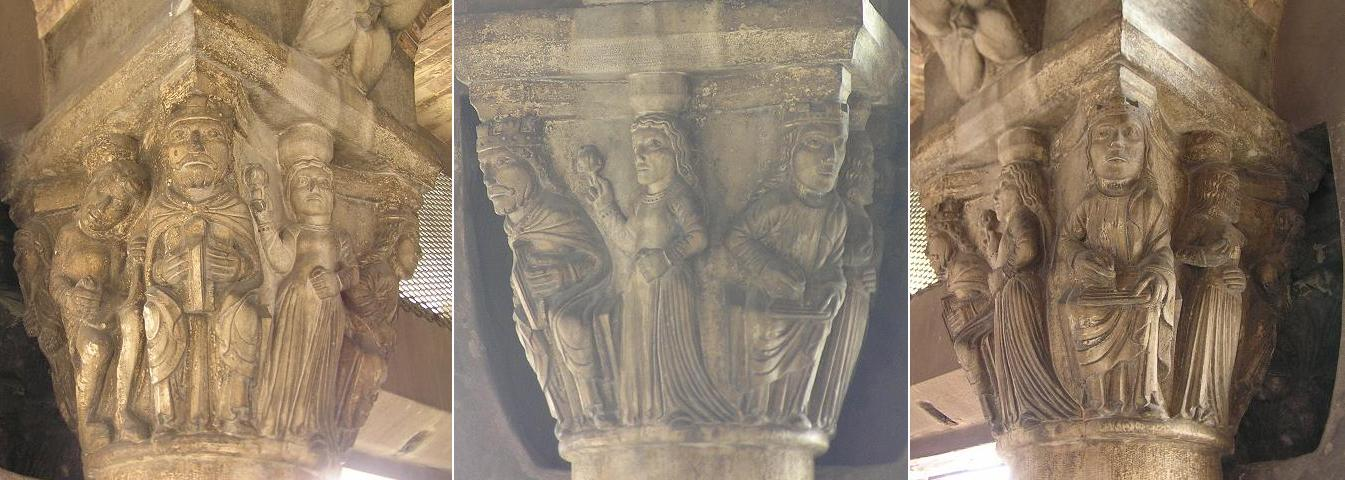
Sculptures contant l'histoire de David
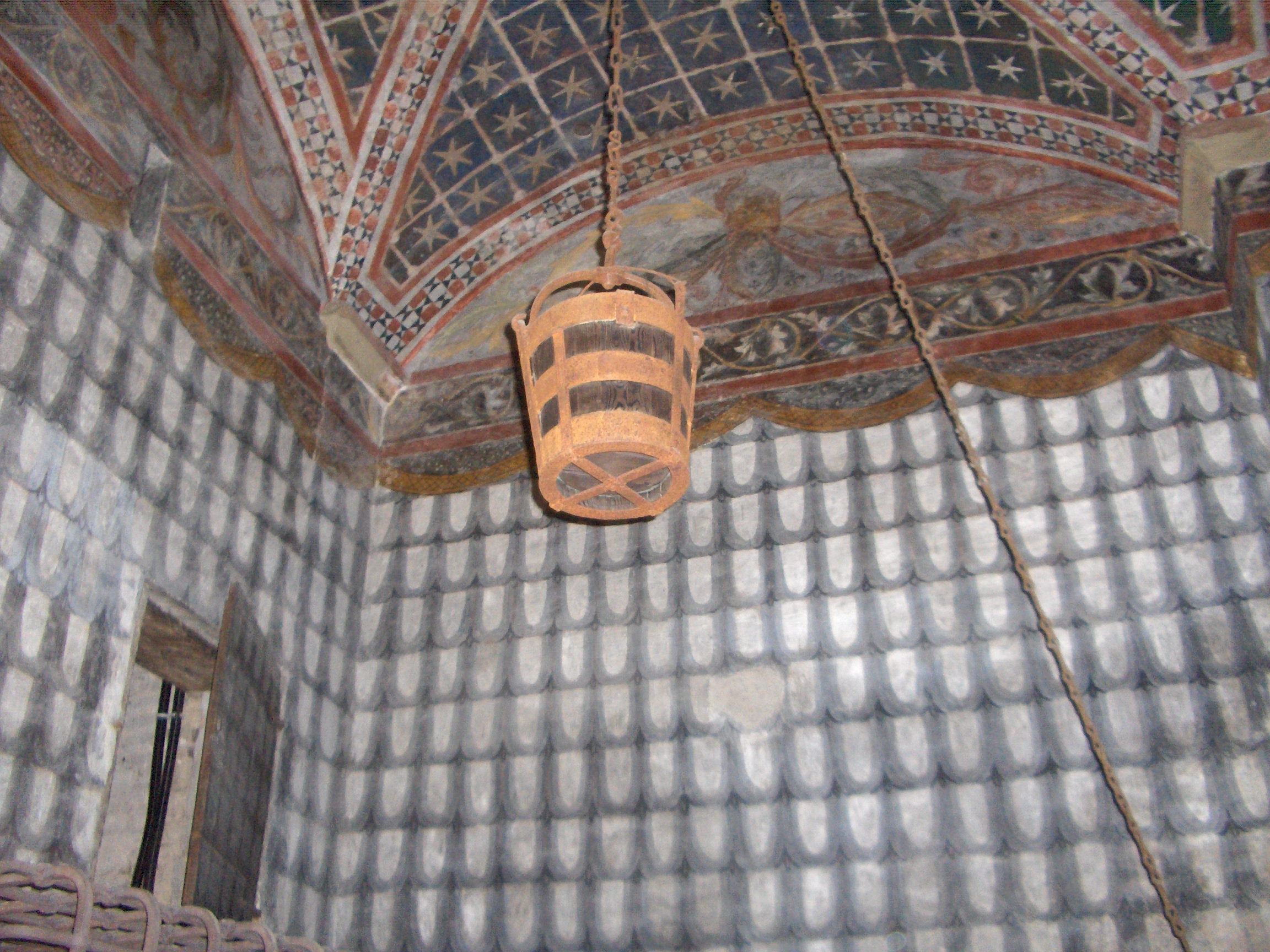
Salle de la secchia
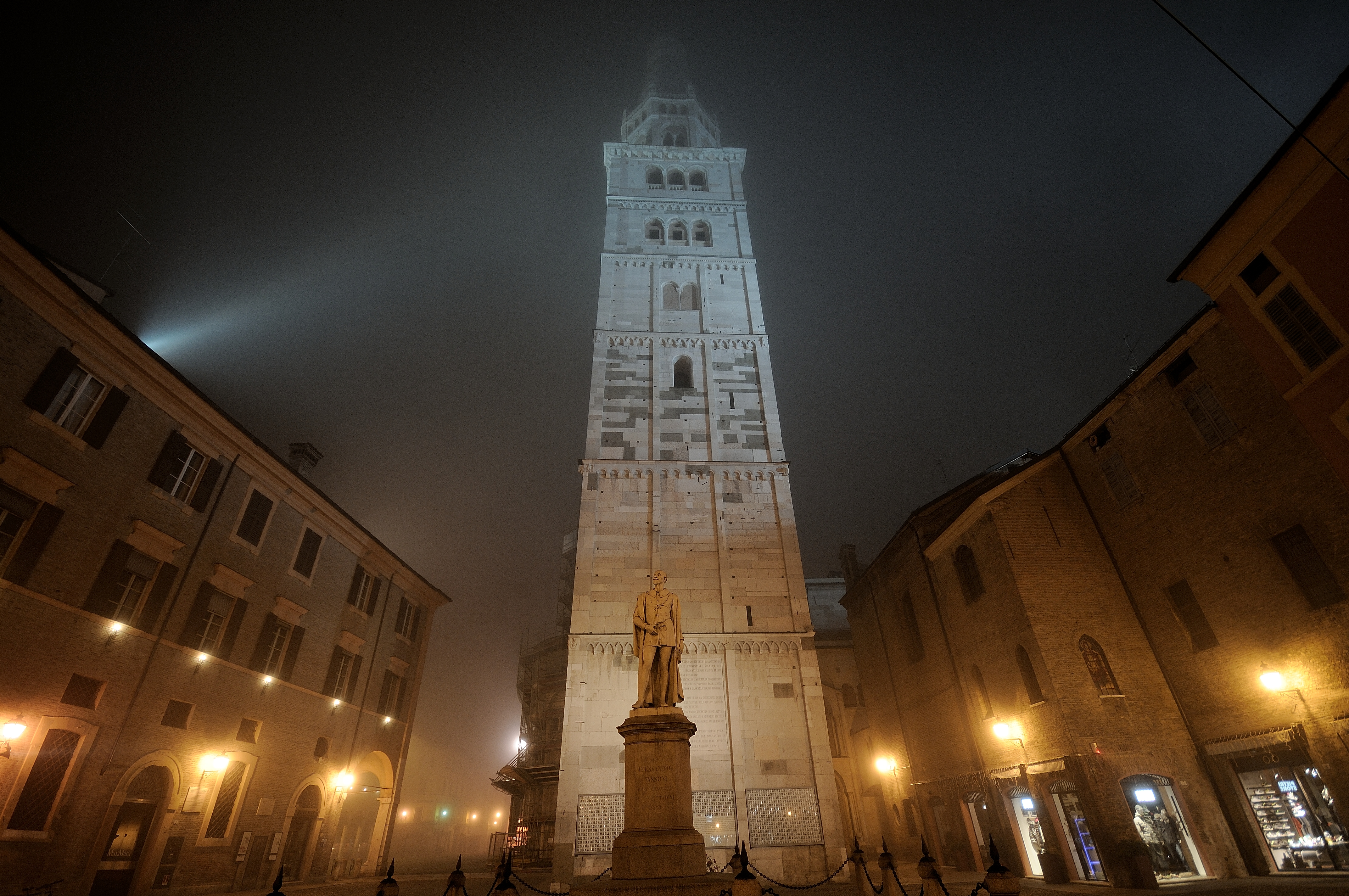
Prise de nuit

## Restauration
En janvier 2008, et pour une durée de deux ans, la tour a été enveloppée d’un tissu de 64 mètres de hauteur avec des peintures originales de Mimmo Paladino pour en masquer les travaux de restauration de la tour. Cette restauration a duré 2 ans et 10 mois, jusqu'en novembre 2010, et a coûté 3,3 millions d'euros, financés par la caisse d'épargne de Modène, la région Émilie-Romagne, le ministère des biens culturel de l'UNESCO et le Rotary club. Pour ces travaux, une équipe scientifique s'est réunie pour établir les choix de restauration, sous la direction de l'architecte Rossella Cadignani.

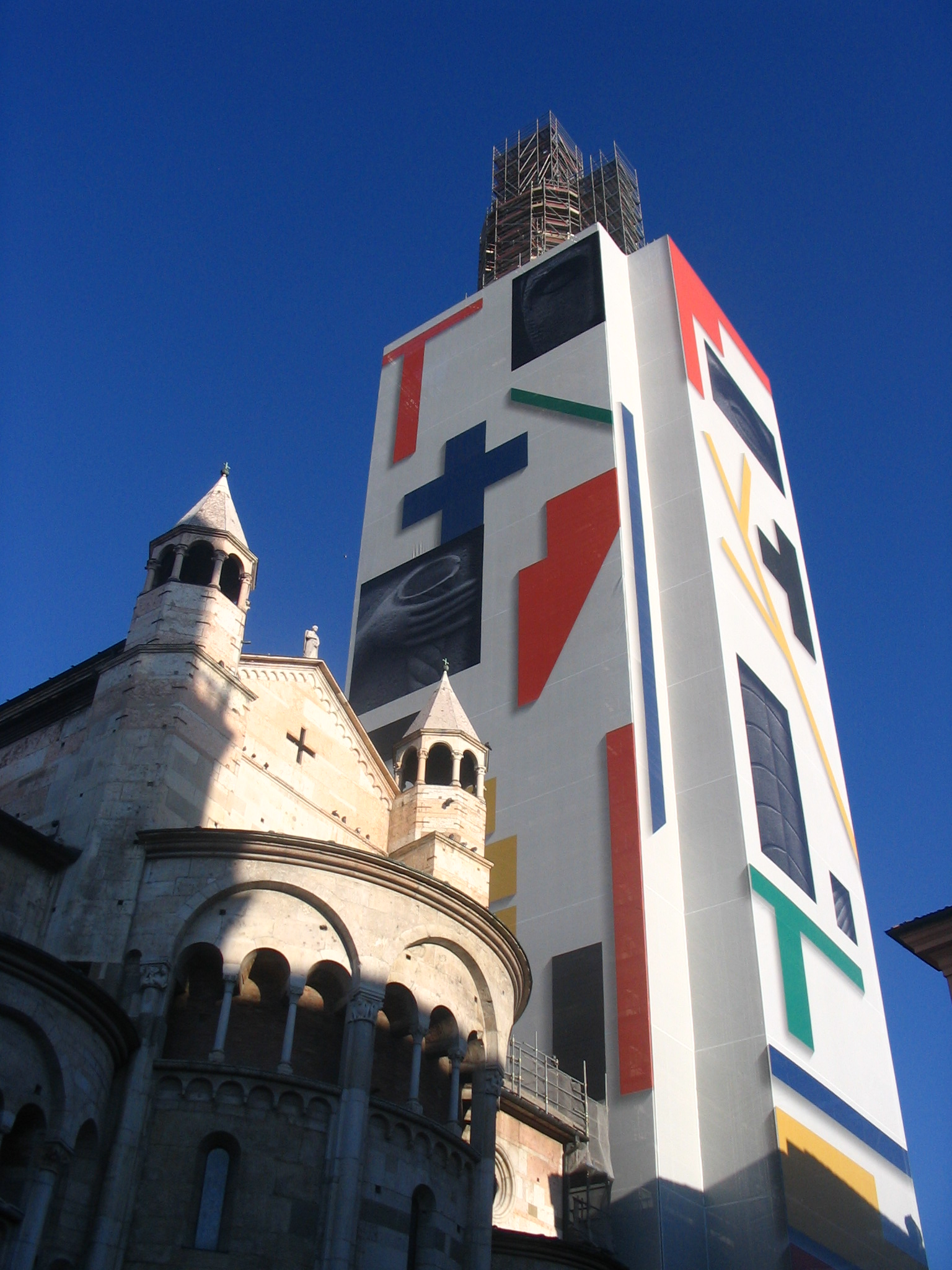
La Ghirlandina en cours de restauration.

## Suicide d'un philosophe et éditeur italien
Le 29 novembre 1938, poussé au désespoir par les persécutions fascistes, c'est du haut de la Torre Ghirlandina que s'est jeté le philosophe et éditeur modénois Angelo Fortunato Formiggini.